# Tó-Jó
António Jorge Santos (Ílhavo, 1977), conhecido como Tó-Jó, foi o vocalista da banda portuguesa de Death metal, Agonizing Terror, que ficou em 1999, para sempre conhecido na sociedade portuguesa como o "metaleiro" que matou os pais. O conhecido médico Jorge Machado e a sua esposa, Maria Fernanda, residentes em Ílhavo, apareceram brutalmente assassinados em casa com vários golpes de faca. O médico foi atingido com 34 facadas e um golpe mais profundo no pescoço que quase o decapitou. Maria Fernanda foi esfaqueada uma dezena de vezes.
Tó-Jó confessou ser o autor do acto violento, acusando, no entanto, a sua esposa e baterista da banda, Sara, de o ter influenciado a cometer o crime, porque segundo ela, forças satânicas queriam que ele fizesse isso.[carece de fontes?] Assassinou os pais alegadamente para ficar com a casa e com o seguro de vida do pai.
Foi preso e condenado à pena máxima permitida pela lei portuguesa, 25 anos. To-Jó foi o recluso 112 da ala E do Estabelecimento Prisional de Coimbra, tocando com a banda da cadeia.
Foi libertado a 7 de Março de 2017, por bom comportamento.